# Elwood (Illinois)
Elwood ist ein Dorf im Will County im US-Bundesstaat Illinois. Das U.S. Census Bureau hat bei der Volkszählung 2020 eine Einwohnerzahl von 2.229 ermittelt.

## Geographie
Nach Angaben des United States Census Bureau beträgt die Fläche des Dorfes 7,0 Quadratkilometer und hat keine Wasserflächen.

## Demografie
Nach der Volkszählung im Jahr 2000 lebten in Elwood 1620 Menschen in 637 Haushalten, wovon 461 Familien bildeten. Die Bevölkerungsdichte betrug 231 Einwohner pro Quadratkilometer. Es wurden 675 Wohneinheiten erfasst. Ethnisch betrachtet setzte sich die Bevölkerung zusammen aus 97,6 Prozent Weißen, 0,6 Prozent amerikanischen Ureinwohnern, 0,3 Prozent Asiaten und 0,4 Prozent aus anderen ethnischen Gruppen; 1,2 Prozent gaben die Abstammung von mehreren Ethnien an. 4,0 Prozent der Einwohner waren spanischer oder lateinamerikanischer Abstammung.
Von den 637 Haushalten hatten 34 Prozent Kinder oder Jugendliche, die mit ihnen zusammen lebten. 61 Prozent waren verheiratete, zusammenlebende Paare, 8 Prozent waren allein erziehende Mütter und 28 Prozent waren keine Familien. 22 Prozent waren Singlehaushalte und in 8 Prozent lebten Menschen im Alter von 65 Jahren oder darüber. Die durchschnittliche Haushaltsgröße betrug 2,54, die durchschnittliche Familiengröße 2,99 Personen.
Die Bevölkerung verteilte sich auf 25,2 Prozent unter 18 Jahren, 6,6 Prozent von 18 bis 24 Jahren, 33,5 Prozent von 25 bis 44 Jahren, 21,1 Prozent von 45 bis 64 Jahren und 13,5 Prozent von 65 Jahren oder älter. Das durchschnittliche Alter (Median) betrug 35 Jahre. Auf 100 weibliche Personen kamen 92,6 männliche Personen und auf 100 erwachsene Frauen ab 18 Jahren kamen 94,1 Männer.
Das jährliche Durchschnittseinkommen eines Haushalts (Median) betrug 53.125 US-$, das Durchschnittseinkommen einer Familie 60.707 $. Männer hatten ein Durchschnittseinkommen von 47.396 $, Frauen 27.946 $. Das Pro-Kopf-Einkommen betrug 22.442 $. Unter der Armutsgrenze lebten 4,3 Prozent der Familien und 4,6 Prozent der Einwohner, darunter 2,7 Prozent der Einwohner unter 18 Jahren und 11,9 Prozent der Einwohner im Alter von 65 Jahren oder älter.

## Söhne und Töchter des Ortes
- Bill Tuttle (1929–1998), ein Outfielder für die Minnesota Twins, die Detroit Tigers und die Kansas City Athletics, wurde in Elwood geboren und wuchs dort auf.

## Sonstiges
Elwood ist der Vorname der von Dan Aykroyd gespielten Figur Elwood Blues im Film The Blues Brothers.